# اوکسیکام

پیروکسیکام

اوکسیکام(به انگلیسی: Oxicam) دسته‌ای از داروهای ضدالتهاب غیراستروئیدی (NSAIDs) هستند که با پروتئین‌های پلاسمای خون پیوند برقرار می‌کنند. اکثر اکسیکام‌ها مهارکننده‌های غیر انتخابی آنزیم‌های سیکلواکسیژناز (COX) هستند. استثناء این مورد ملوکسیکام با ترجیح کم (۱۰:۱) برای COX-2 است، که البته از نظر بالینی فقط در دوزهای پایین اهمیت دارد.
نمونه‌هایی از این دسته ترکیبات عبارتند از:
- آمپیروکسیکام
- پیروکسیکام
- تنوکسیکام
- دروکسیکام
- لورنوکسیکام
- ملوکسیکام
- ایزوکسیکام

## شیمی
ویژگی‌های فیزیکی و شیمیایی این مولکول‌ها بسته به محیط متفاوت است.
برخلاف اکثر NSAIDهای دیگر، اکسیکام‌ها کربوکسیلیک اسید نیستند. آن‌ها توتومر هستند و می‌توانند به شکل‌های مختلفی از توتومری (توتومری کتو-انول) وجود داشته باشند که در اینجا با پیروکسیکام مثال زده شده‌است:

## عوارض جانبی
اکسیکام‌ها با اریتم مولتی‌فرم وابسته به دارو (EM)، سندرم استیونز-جانسون و نکرولیز سمی اپیدرمال (TEN) همراه هستند. این عوارض یکی از دلایلی است که موجب شده این داروها به‌طور مرتب تجویز نشوند.